# القصابى (حبيش)

تعديل مصدري - تعديل

القصابى محلة تابعة لقرية الاثلة، التابعة لعزلة بني شبيب بمديرية حبيش إحدى مديريات محافظة إب في الجمهورية اليمنية، بلغ تعداد سكانها 21 حسب تعداد اليمن لعام 2004.